# Baixo Augusta
O Baixo Augusta ou Baixo Paulista constitui-se numa região do bairro paulistano de Cerqueira César, entre os distritos da Consolação e de Bela Vista, administrados pela Subprefeitura da Sé, Zona Central de São Paulo, Brasil. Situa-se no eixo norte da Rua Augusta (conecta a Avenida Paulista ao centro da cidade - descendo em direção ao centro), após a Avenida Paulista, e em algumas de suas transversais até a Praça Roosevelt. Abrange as ruas Bela Cintra, da Consolação, Frei Caneca, Peixoto Gomide e Caio Prado. Suas márgens, a Avenida Paulista e a Rua da Consolação, fazem parte do itinerário da anual da Parada do Orgulho LGBT de São Paulo. Limita-se com: o Bixiga, Bela Vista, República e a região dos Jardins. 
Conhecida por ser uma tradicional área de lojas de artesanato, decoração, colchoaria, móveis e tapeçaria fina, e, após, meretrício, a Rua Augusta e suas vias estão em processo de gentrificação, ou seja revitalização de seu entorno, seja por investimentos públicos ou privados. Cada vez mais seu comércio antigo, bares e prédios residenciais dão espaço a novos estabelecimentos, incluindo teatros, casas noturnas, eventos, bares alternativos e galerias de arte, que movimentam a vida cultural da cidade.

## Origem do Nome

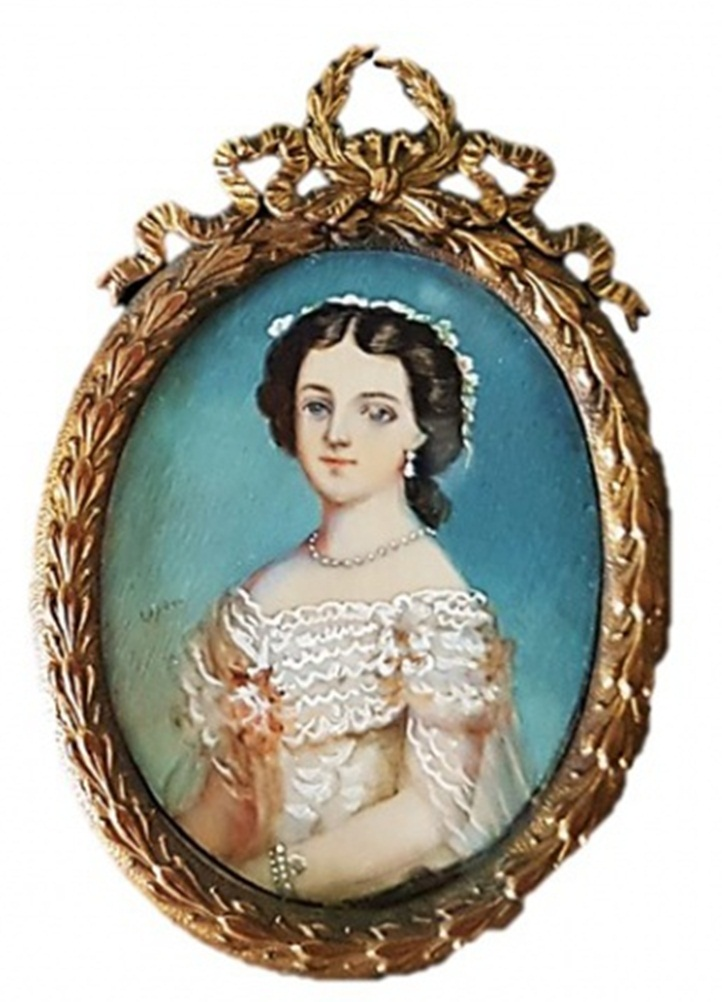
Dona Maria Augusta, filha de Dom Pedro I

O termo "Baixo Augusta" surgiu na década de 1940, referindo-se à parte mais "baixa" da Rua Augusta, em oposição a "Alta Augusta", área da rua que está nos Jardins, reduto de lojas de altas grifes e restaurantes requintados, frequentada pela elite paulistana até os dias de hoje. Dessa forma temos a nomenclatura “Baixo”, caracterizada pela presença das classes mais populares. Esta nomenclatura não é oficial, mas é amplamente utilizada para descrever a área mais boêmia e cultural da rua. A Rua Augusta em si é uma homenagem à princesa Dona Maria Augusta, filha de Dom Pedro I. Os logradouros da região refletem a mistura de influências culturais e históricas que moldaram a cidade (Marquês de Paranaguá, Peixoto Gomide, Antônio Carlos e Caio Prado).

## Histórico
No período anterior ao século XX, a área que hoje conhecemos como Baixo Augusta era predominantemente residencial e rural, com chácaras e pequenos sítios. A urbanização começaria a ganhar força apenas no final do século XIX, com a fundação da Rua Augusta em 1891, momento de expansão da cidade e o advento das linhas de bonde. Durante o início do século XX, a Rua Augusta tornou-se um importante eixo de ligação entre o centro da cidade e a recém-desenvolvida Avenida Paulista.
A Paróquia do Divino Espírito Santo foi erguida em um terreno localizado em uma colina, doado por uma família de portugueses vindos dos Açores. A primeira iteração do templo católico, uma capela feita de madeira, remonta a 1903, conforme os registros da época, e marcou o início da oficialização da Irmandade do Divino Espírito Santo. Em 1908, a capela foi transferida para a Arquidiocese de São Paulo. No dia 30 de outubro do mesmo ano, a capela foi elevada à categoria de paróquia pelo primeiro arcebispo de São Paulo, Dom Duarte Leopoldo e Silva, tendo sua inauguração oficial ocorrida em 22 de novembro, menos de um mês depois. Ainda em 1908, teve início a construção da nova igreja, que passou a contar com seu primeiro vigário, o padre Adoniro Alfredo Krauss, o qual serviu na paróquia até 1931.
O Colégio Des Oiseaux, inaugurado em 1907, conduzido pelas Cônegas de Santo Agostinho, serviria inicialmente para a educação para a educação das meninas, filhas da elite local (Ruth Cardoso e Marta Suplicy, entre outras alunas que vieram a se destacar no cenário cultural ou político). Ao passo que a Capela, símbolo da Igreja Católica, serviria para romanizar a presença desta no país recém-república, além de atender a população que estava instalada em seu entorno.
Através do Colégio, com a regulamentação do criação de cursos superiores no país, foi fundado em 1933, o Instituto Superior de Filosofia, Ciências e Letras (Instituto Sedes Sapientiae). Desse modo, nasce a Faculdade de Filosofia Sedes Sapientiae, reconhecida oficialmente como Faculdade Livre em 1937. Em 1941 é lançada a pedra fundamental do prédio da Faculdade, projetado pelo arquiteto Rino Levi, na rua Marquês de Paranaguá e, em 1946 o Sedes Sapientiae torna-se Faculdade agregada à Universidade Católica  de São Paulo, sendo incorporada definitivamente, em 1971.
A ocupação da região se deu de forma gradual, acompanhando o crescimento urbano de São Paulo. A Rua Augusta, em particular, tornou-se um eixo comercial e residencial, atraindo uma população diversa e estabelecimentos voltados para o entretenimento e a cultura. Com o crescimento urbano de São Paulo, a área tornou-se um ponto de encontro para a juventude e para movimentos culturais, especialmente a partir dos anos 1950 e 1960.
Nos anos 1960, a região foi marcada pela efervescência cultural do movimento da Jovem Guarda, com muitos bares e casas de shows.  A canção Rua Augusta, de Ronnie Cord, lançada em 1964 foi uma espécie de hino da juventude paulistana que frequentava o logradouro nesta época. Mais tarde também seria regravada pelos Mutantes (no álbum Mutantes e Seus Cometas no País do Baurets) e por Raul Seixas. 
Durante a ditadura militar (1964-1985), o Baixo Paulista serviu como um refúgio cultural e um espaço de resistência. A região abrigava bares, teatros e casas de show que se tornaram locais de expressão artística e política, desafiando as restrições impostas pelo regime.

### Zona de meretrício
Na década de 1940, o transporte público na região enfrentou um declínio devido ao aumento dos automóveis e à percepção negativa da elite local em relação ao sistema. Com o crescimento urbano, edifícios de uso misto, com comércio no térreo e residências acima, tornaram-se comuns na década de 1950. Os bondes, administrados pela São Paulo Tramway, Light and Power Company, tiveram seus contratos encerrados em 1947, passando para a Companhia Municipal de Transportes Coletivos (CMTC), pois o investimento não era mais viável. Em 1959, a operação na Rua Augusta foi implantada, mas as discussões sobre a priorização do transporte público não avançaram. O aumento do trânsito, da criminalidade e a inauguração de shoppings centers, como o Iguatemi em 1966, levaram a uma desvalorização imobiliária na Augusta. Essa desvalorização fez com que muitos estabelecimentos comerciais fossem substituídos por casas de prostituição, frequentadas por executivos em viagem a São Paulo. A transformação da Rua Augusta e adjacências em uma Zona de meretrício começou nas décadas de 1960 e 1970. Durante esse período, São Paulo passava por uma rápida urbanização e modernização, o que trouxe uma crescente demanda por entretenimento noturno. A Augusta, que já era um ponto de encontro popular devido aos seus bares e boates, começou a atrair também a presença de prostitutas, que viam na região uma oportunidade para encontrar clientes entre os frequentadores dos estabelecimentos.
Nos anos 1980, a Rua Augusta se consolidou como uma área de prostituição, com diversas casas noturnas, motéis e bares que funcionavam como pontos de encontro. A presença de policiais corruptos e a falta de regulamentação contribuíam para um ambiente onde a atividade era tolerada, embora oficialmente ilegal. Não eram raros os incidentes de violência, tanto entre clientes e trabalhadoras, quanto envolvendo a polícia e gangues que controlavam algumas áreas.
A Rua Augusta não só atraiu trabalhadores do sexo, mas também figuras da contracultura, artistas e músicos. Nos anos 1970 e 1980, a rua era frequentada por personalidades do mundo artístico brasileiro, como músicos de rock e MPB, que viam na Augusta um local de liberdade e experimentalismo. Isso conferiu à região um certo glamour underground, mesmo em meio ao estigma do meretrício. Nos últimos anos, a área passou por um processo de gentrificação, com a revitalização de espaços e a chegada de novos empreendimentos que buscam atrair um público mais diverso.

## Atualidade
No século XXI consolidou-se como um dos principais polos culturais e de entretenimento de São Paulo. A região é conhecida por sua vida noturna vibrante, diversidade cultural e como um reduto da comunidade LGBT+.

### Bairro gay
O Baixo Augusta é reconhecido como um dos principais bairros gays de São Paulo, com uma cena vibrante e inclusiva. O Shopping Frei Caneca, localizado na Rua Frei Caneca, é um centro comercial popular que oferece uma variedade de lojas, cinemas e eventos culturais, sendo um ponto de encontro importante para a comunidade LGBT+. 
O centro comercial foi palco do "Beijaço gay", realizado em 3 de agosto de 2003, foi um evento marcante na luta por direitos LGBTQIA+ em São Paulo. A manifestação surgiu em resposta a um incidente de discriminação homofóbica, no qual um casal gay foi repreendido por seguranças do shopping por se beijarem em público. Este ato de repressão gerou indignação e levou à organização do "beijaço" como uma forma de protesto.
No dia do evento, duas mil pessoas se reuniram no Shopping Frei Caneca para participar da manifestação. Homens e mulheres da comunidade LGBTQIA+ se encontraram nos corredores do shopping e protagonizaram beijos em público, transformando o espaço em um cenário de resistência e celebração da diversidade. Ao contrário do episódio anterior, desta vez, a administração do shopping apoiou a manifestação, demonstrando uma mudança de postura em relação ao ocorrido. O "beijaço" de 2003 não apenas chamou a atenção da mídia e do público em geral, mas também se tornou um símbolo importante na luta contra a homofobia e pela visibilidade LGBTQIA+. Este evento destacou a importância de reafirmar o direito à expressão de afeto em público e consolidou o Shopping Frei Caneca como um local reconhecido pela diversidade e inclusão. Assim, o "beijaço" de 2003 permanece na memória coletiva como um marco na defesa dos direitos e da dignidade da comunidade LGBTQIA+.
A região também que possui outros estabelecimentos frequentados por esse público, exemplos de: saunas, casas noturnas, bares "gay-friendly". A preferência da comunidade Gay pela área decorreu do aumento do preconceito (homofobia), agressões e falta de investimentos em outras localidades da cidade. Seus pontos de encontro mais antigos, eram: a região dos Jardins, o Largo do Arouche e a Praça Roosevelt, o primeiro local consagrado da comunidade.
A influência do grupo é tão grande, que existe um projeto para oficializar a Rua Frei Caneca como rua temática, ou "Rua Gay". Apelidada atualmente de "Gay Caneca" ou  "Frei Boneca" ou "Frei Traveca" por seus frequentadores, a via receberia investimentos privados, como a ampliação de calçadas e instalação de luzes coloridas fazendo alusão à bandeira arco-íris, sendo a primeira via com temática gay do país. Uma parte dos moradores e comerciantes da região são contrários à essas mudanças  e se mobilizam para impedir que a Câmara dos Vereadores dê o projeto como oficial.
O mercado imobiliário no Baixo Paulista é dinâmico, com uma crescente valorização dos imóveis devido à sua localização central e à efervescência cultural. A área é especialmente atraente para o público LGBT+, com empreendimentos que buscam atender a essa comunidade. Aproveitando-se de nova clientela gay que vem empreiteiras começam a desenvolver projetos também procurados pela faixa.
A região também é conhecida por sua atmosfera "hipster", com muitos cafés, lojas independentes e eventos culturais alternativos. Instituições de ensino, como a Universidade Presbiteriana Mackenzie, Centro Universitário – FAM, Anhembi Morumbi - Unidade Av Paulista e o Campus Consolação da Pontifícia Universidade Católica de São Paulo (PUC-SP) localizam-se nas proximidades, contribuindo para a vida estudantil ativa da área. Além do Shopping Frei Caneca (onde se situa a Escola de Atores Wolf Maya) e o Shopping Center 3, a região abriga vários centros comerciais menores e teatros importantes.
Abriga o 4° Distrito Policial, a sede do CREMESP, o São Paulo Athletic Club e as estações Paulista (Linha 4) e Consolação (Linha 2) do Metrô de São Paulo, futuramente terá a Estação 14 Bis–Saracura da Linha 6 do Metrô.

### Vida noturna
A vida noturna no Baixo Augusta é uma das mais intensas de São Paulo, com uma ampla variedade de casas noturnas, bares e, historicamente, prostíbulos. A região é famosa por sua energia vibrante e pela diversidade de opções de entretenimento. Apresenta repercussão mundial sendo destaque em jornais internacionais, alguns de seus clubes, bares e restaurantes são conceituados em importantes guias, como o "Wallpaper". Não é só frequentada pela comunidade gay, mas por diversas tribos urbanas como: emos, punks,  clubbers, dentre outras.A região é um dos centros culturais mais vibrantes da cidade, conhecida por sua vida noturna e diversidade de atrações. Aqui estão alguns dos principais pontos culturais da área, incluindo teatros, boates, casas de show, e cinemas: Teatro Nair Bello, Teatro Frei Caneca, Clube Barbixas de Comédia, Teatro Maria Della Costa, Nosso Canto Espaço de Arte e Cultura (Teatro sede do Grupo Trapo), Espaço Itaú de Cinema Augusta, REAG Belas Artes, Espaço Desmanche, 1007 Augusta, Blitz Haus, Beco 203, Mono Club, Clube Outs, Augusta 472, Ye Old Pub, Bar Tex, Casarão Augusta, Calçadão Urbanoide, Restaurante Athenas e bares da Praça Franklin Roosevelt.

### Gentrificação
Reportagens destacam tanto sua importância cultural quanto os desafios de urbanização e gentrificação que a região enfrenta. Nos últimos anos, o Baixo Augusta tem passado por um processo de reurbanização, com a chegada de novos empreendimentos e revitalizações urbanas, um exemplo é o Parque Augusta. Área verde de 23.700 metros quadrados e localizado entre as ruas Marquês de Paranaguá e Caio Prado, onde situou-se por muitos anos o Colégio Des Oiseaux. Em 2008 o prefeito Gilberto Kassab, assinou decreto declarando o espaço como de utilidade pública. Este processo gera debates sobre o impacto social e a necessidade de equilibrar desenvolvimento com preservação cultural. Após 20 anos de análise, o Conselho Municipal de Proteção ao Patrimônio Histórico de São Paulo (Conpresp) tombou conjunto de cinco casas do início do século XX na esquina das Ruas Augusta e Marquês de Paranaguá. O casario antigo teve sua fachada restaurada e abriga uma casa noturna. O processo foi aberto em 1991, a pedido de associação de bairro. Conselheiros municipais consideraram o conjunto "exemplar único da estética de uso misto residencial do século XX".
Oito edifícios residenciais estão sendo construídos em um raio de 1,5 km entre as ruas Bela Cintra, Manuel Dutra e Álvaro de Carvalho. Construtora que ergueu edifício na rua Paim, vendeu mais de 200 unidades em duas horas e já lança outro projeto vizinho. O processo vai levar à região, ao longo dos próximos dois anos, mais de 2,5 mil moradores, sendo em sua maioria casais, estudantes, pessoas que moram ou desejam morar em apartamentos menores e mais perto do centro e da região da avenida Paulista, por razões de proximidade ao trabalho e aos estudos e que demoravam muito no trânsito e procuram uma região que tem tudo nas proximidades. A forte procura provoca valorização da área que também atinge os imóveis antigos, como com a nova construção de um edifício, na esquina das ruas Augusta e dona Antônia de Queirós em casarão do ano de 1913 
 O tradicional e luxuoso Hotel Ca'd'Oro passará por grande reforma e surgirá agora na esteira de um processo de revitalização do centro da capital paulista, sendo que atualmente, já existem cerca de dez lançamentos residenciais na região do Baixo Augusta. 
A Rua Augusta completa mais um ciclo, deixando de ser o centro alternativo da cidade, que já começa a se dirigir para outros pontos.